# 基什塞凯赖什
基什塞凯赖什，是匈牙利索博尔奇-索特马尔-贝拉格州所辖的一个村。总面积14.67平方公里，总人口552，人口密度37.6人/平方公里（2011年1月1日）。